# Cathedral of Saint John the Divine
Cathedral of Saint John the Divine, officiellt Cathedral Church of Saint John the Divine in the City and Diocese of New York, är en katedral belägen i New York, USA. Den anses vara världens största katedral, därtill världens största protestantiska kyrka (även om Liverpool Anglican Cathedral också brukar kallas det) och med en totallängd på 186 meter den tredje största kyrkobyggnaden i världen efter Basilique de Notre Dame de la Paix de Yamoussoukro och Basilica di San Pietro in Vaticano i Rom, Italien.
Katedralen ligger på 1047 Amsterdam Avenue (mellan West 110th Street, även känd som "Cathedral Parkway", och 113 Street) på Manhattans Morningside Heights, och byggdes med början 1892. Under sin drygt hundraåriga historia har katedralen genomgått många stilistiska ändringar, bygget har avbrutits av två världskrig och en omfattande brand som natten till 18 december 2001 förintade stora delar av bygget, och föranledde ett massivt restaureringsprojekt mellan 2005 och 2007, innan kyrkan kunde återinvigas 2008.

## Bilder

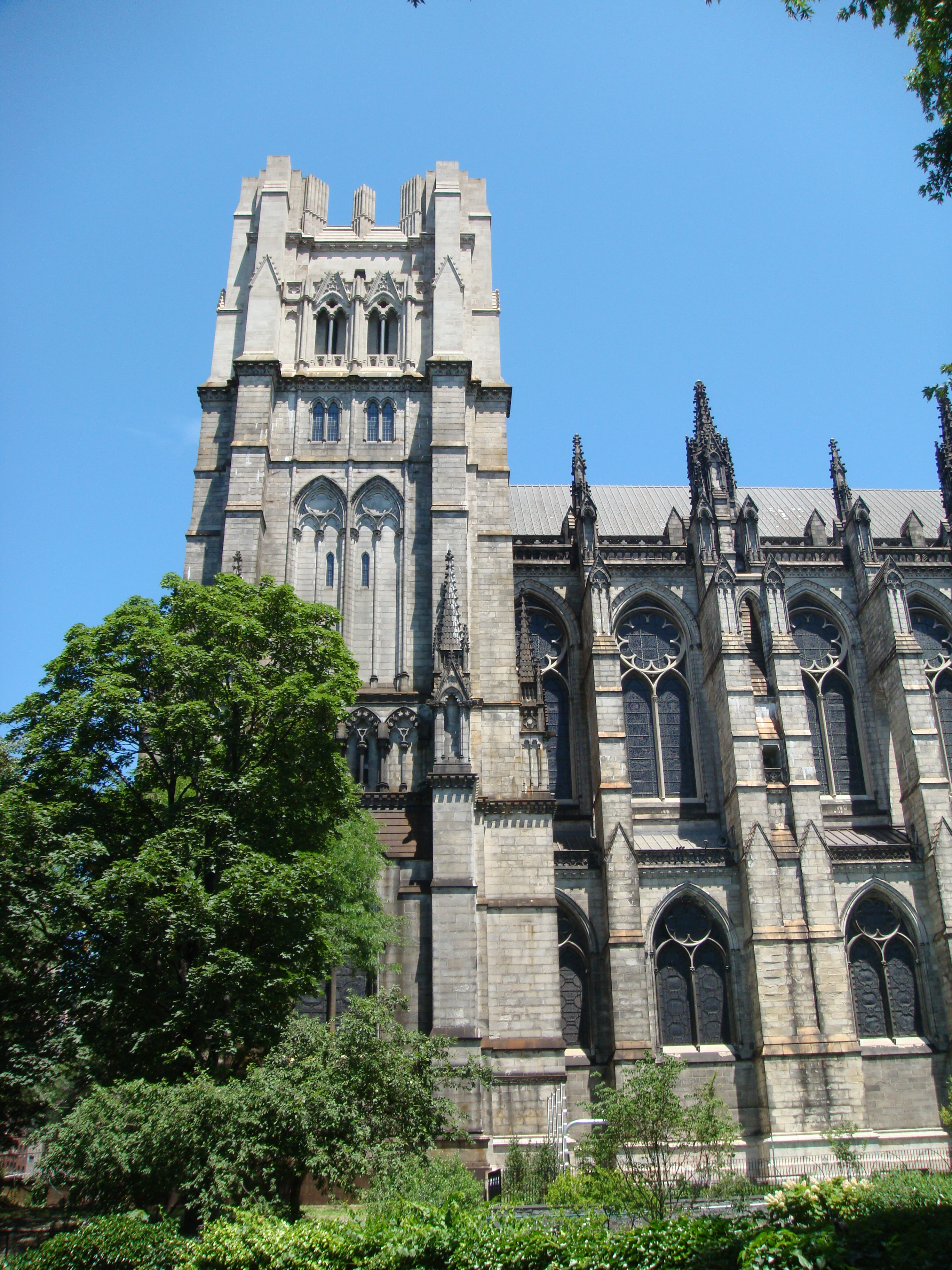
Tornet.
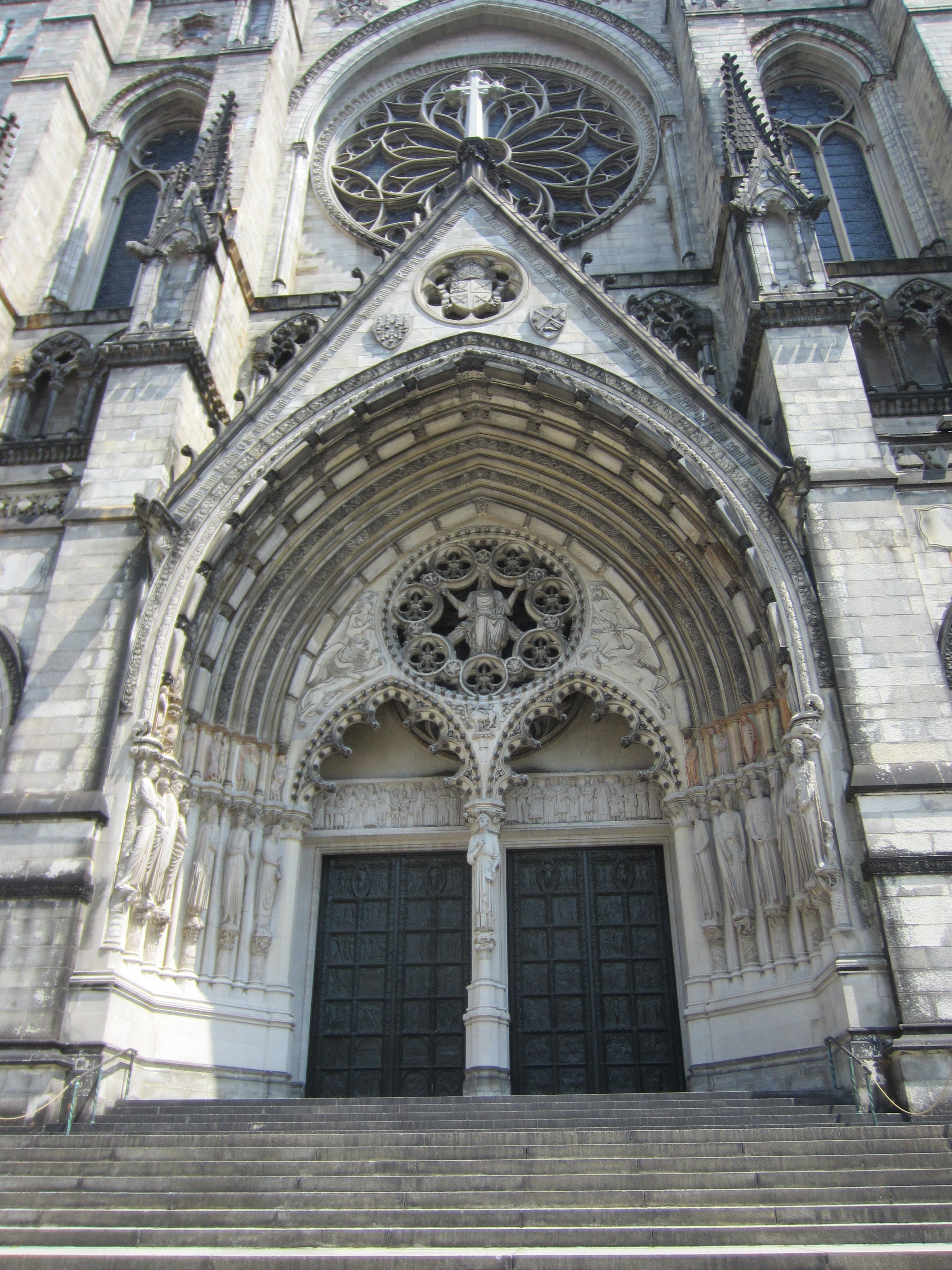
Ingången.
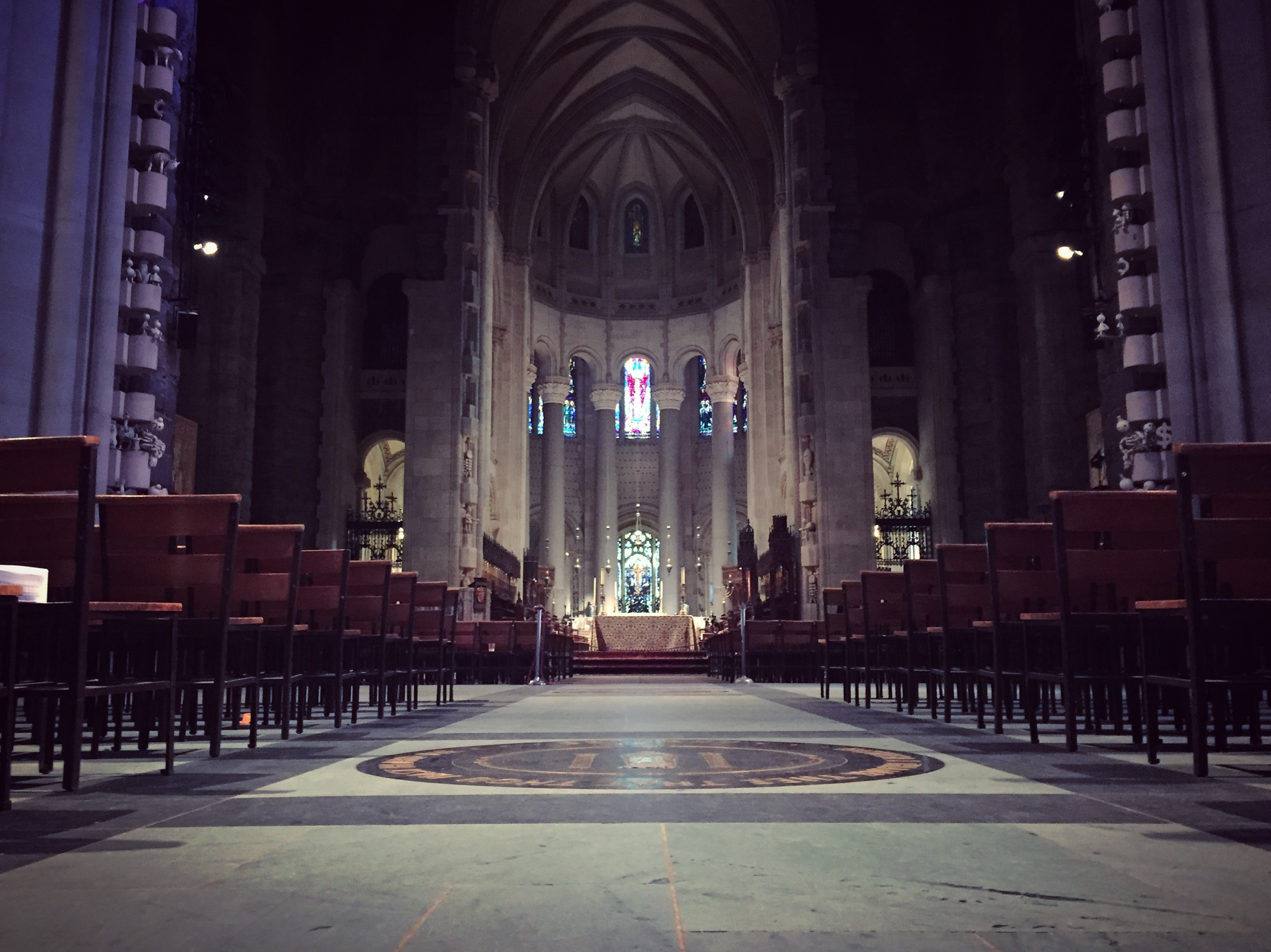
Katedralens interiör mot altaret.
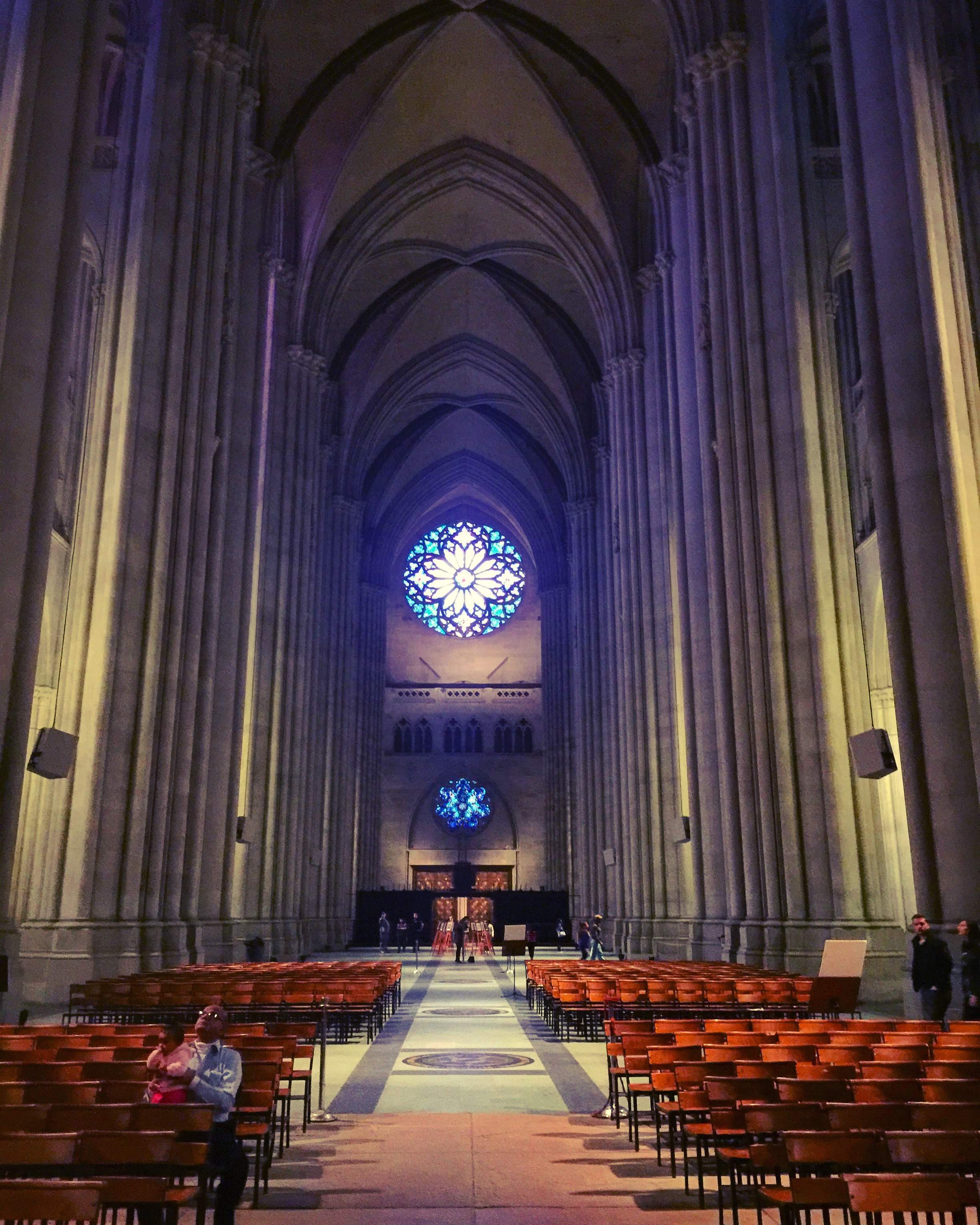
Interiör.
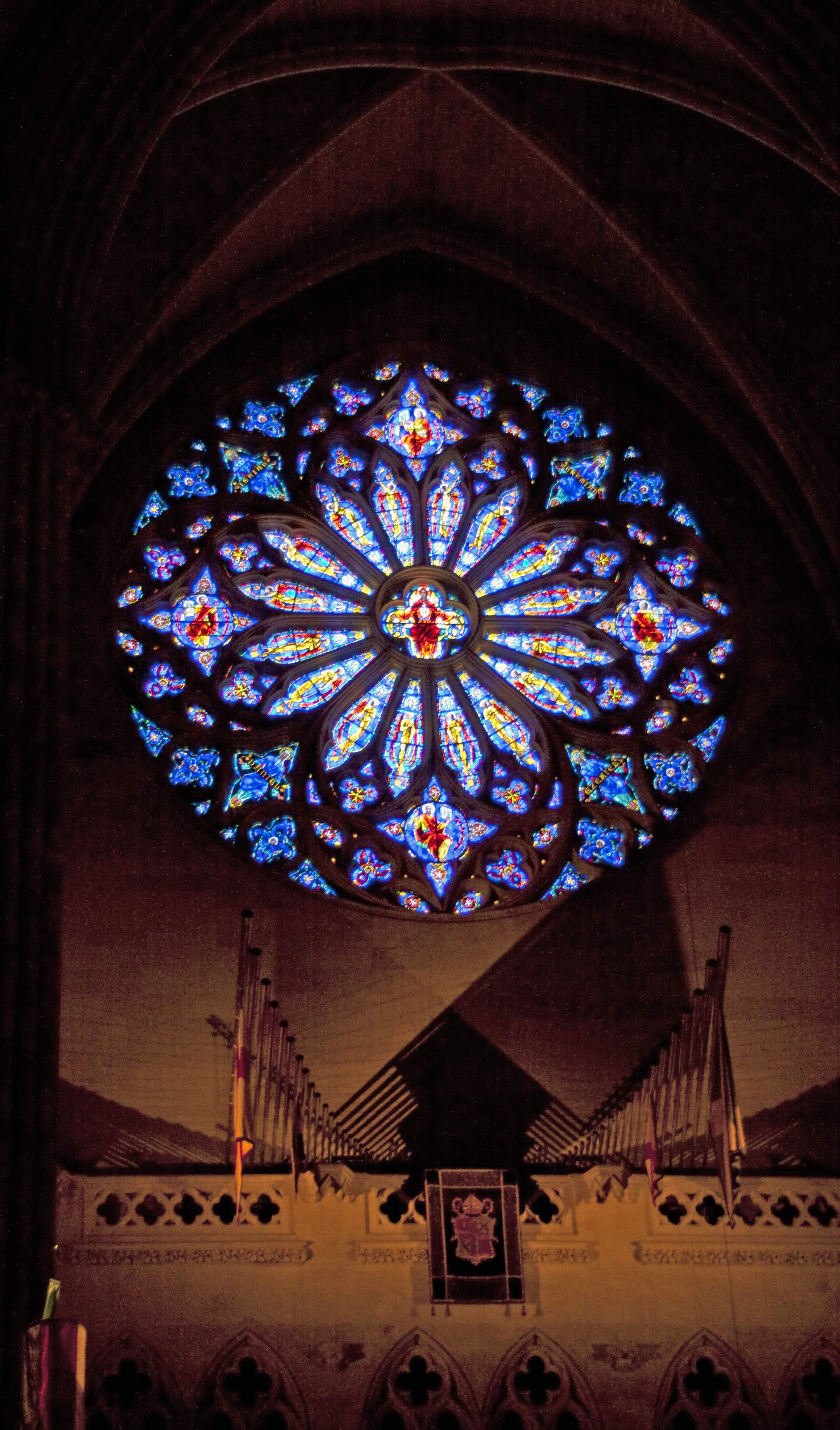
Rosettfönster.
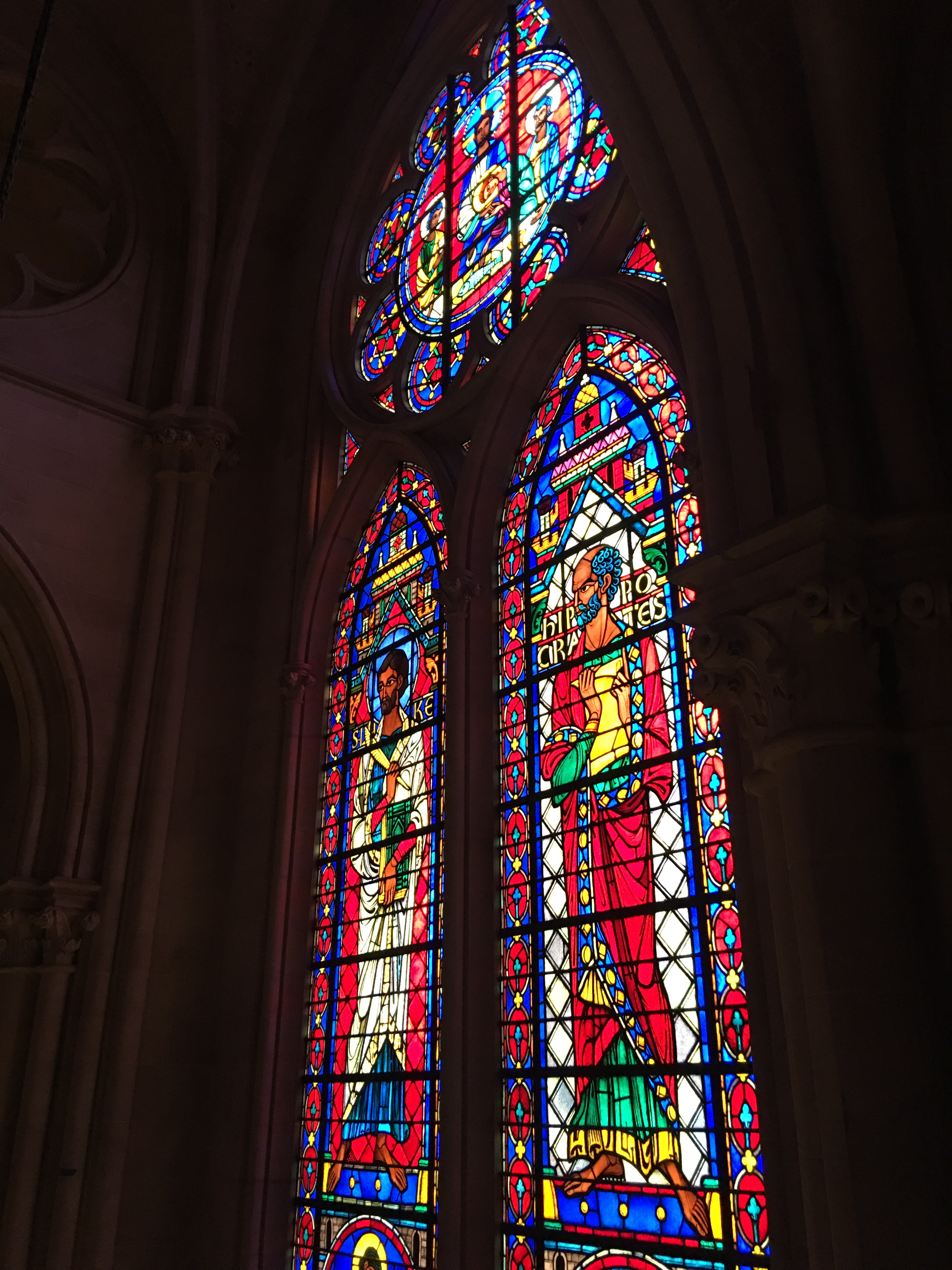
Glasmålningar.

### Fotnoter
1. ↑  
Sewell Chan (30 november 2008). ”Repaired After Fire, Cathedral Reopens”. New York Times. http://cityroom.blogs.nytimes.com/2008/11/30/repaired-after-fire-cathedral-reopens/. Läst 12 juli 2009.  ”Seven years after a raging fire destroyed its north transept and crippled its organ, the Cathedral Church of St. John the Divine was rededicated on Sunday morning in a service attended by religious leaders, political leaders and thousands of New Yorkers.”
2. ↑  ”Cathedral Church of Saint John the Divine”. Cathedral Church of Saint John the Divine. Arkiverad från originalet den 27 februari 2009. https://web.archive.org/web/20090227061551/http://stjohndivine.org/history_written.html. Läst 13 juli 2009.